# パオロ・デ・チェリエ
パオロ・デ・チェリエ（Paolo De Ceglie、1986年9月17日 - ）は、イタリア・ヴァッレ・ダオスタ州アオスタ生まれの元サッカー選手。

## 経歴
ユース時代は中盤の左サイドやFWを主戦場としていたが、現在では左サイドバックとして主に起用されている。
ユヴェントスの下部組織で多くの大会に出場し、特に2006年のスーペルコッパ・プリマヴェーラではインテルとの対戦でハットトリックを決め、5-1での勝利に貢献した。
ユヴェントスがカルチョ・スキャンダルの判決により、セリエBに降格した2006-07シーズンにトップチームに昇格を果たす。トップチームのデビュー戦は2006年11月6日のSSCナポリ戦。2006-07シーズンは8試合出場1得点という成績を残した。
2007-08シーズンは共同保有という形式でシエナに移籍。このシーズンでサイドバックにコンバートされ、29試合に出場する。
2008-09シーズンからユヴェントスに復帰。その後は徐々に左サイドバックとして出場機会を得ているものの、2010年11月2日のACミラン戦で膝蓋骨を骨折し、全治4か月の重傷を負った。
2011-12シーズンは背番号をアマウリがつけていた11に変更した。シーズン序盤はアントニオ・コンテ監督のサッカーに順応出来ず苦しんだが、徐々に出場機会を増やし21試合出場1得点という成績を残した。
クワドォー・アサモアの左ウイングバックへのコンバートやフェデリコ・ペルーゾの加入で出場機会を減らし、2014年1月、ジェノアCFCにレンタル移籍決定。
2018年1月11日、シーズン終了までの契約でスイスのセルヴェットFCに移籍。
2021年9月2日、ユースから所属していた古巣であるユヴェントスへスタッフとして就任することが発表された。アカデミーのプロジェクトに参加する。

## 所属クラブ
- ユヴェントスFC 2006-2017

→ ACシエナ 2007-2008
→ ジェノアCFC 2014
→ パルマFC (loan) 2014-2015
→ オリンピック・マルセイユ (loan) 2015-2016
- セルヴェットFC 2018
- マイアミ・ビーチCF 2020-2021

## タイトル

### クラブ
ユヴェントスFC
- セリエA 2011-12, 2012-13, 2014-15
- セリエB 2006-07
- コッパ・イタリア 2014-15
- スーペルコッパ・イタリアーナ 2012, 2013